# Красногвардеец (Волгоградская область)
Красногвардеец  — упразднённый посёлок в Николаевском районе Волгоградской области России, входил в состав Новобытовского сельсовета на момент упразднения в 1987 году. Сейчас — урочище.

## История
На основании Указа Президиума Верховного Совета РСФСР от 18 июня 1954 года № 744/83 «Об объединении сельсоветов Сталинградской области» и решения Сталинградского облисполкома от 24 июня 1954 года № 15/801  Степновский и Ново-Бытовский сельсоветы объединеныв один Степновский сельсовет, с включением в его состав населенных пунктов: с. Степное, пос. усадьбы колхоза «Путь Ильича», пос. Кумысолечебницы, пос. Ленинец, пос. Рулевой, пос. Красногвардеец , пос. Кирова, пос. Красногвардеец. На основании решения Сталинградского облисполкома от 09 марта 1956 года № 8/127 «О перечислении пос. «Красногвардеец» из Степновского сельсовета в административное подчинение Ленинского сельсовета Николаевского района» пос. «Красногвардеец» Степновского сельсовета был перечислен в состав Ленинского сельсовета.
В соответствии с решением Волгоградского облисполкома от 13 сентября 1972 года № 24/ 948 «Об изменении административных границ Ленинского и Степновского сельсоветов Николаевского района» поселок Красногвардеец Ленинского сельсовета был передан в административное подчинение Степновского сельсовета.
В соответствии с решением Волгоградского облисполкома от 09 сентября 1974 года № 25/1047 в Николаевском районе был образован Новобытовский сельсовет за счет разукрупнения Степновского сельсовета. В состав вновь образованного сельсовета из Степновского сельсовета вошли х. Красногвардеец  и пос. Красногвардеец. Центром сельсовета стал х. Красногвардеец .
В соответствии с решением Волгоградского облисполкома от 17 мая 1978 года № 10/382 «О некоторых изменениях в административно-территориальном делении области» населенные пункты, имеющие служебное и временное значение — посёлки ОТФ № 21, 22, 23, 24, 25, 26, 27, 28, 29, 30, 31, 32, 33, 34, 35, 36, 37 совхоза «Красногвардеец», были приписаны к постоянному населённому пункту — к пос. Красногвардеец.
В соответствии с решением Волгоградского облисполкома от 14 января 1987 года № 1/6-П из учетных данных был исключен пос. Красногвардеец Новобытовского сельсовета.

## География
Абсолютная высота 26 метров над уровнем моря.

## Инфраструктура
Было развито сельское хозяйство.

## Транспорт
Просёлочные дороги.